# شفية (فلسطينية)
قرية شفيّة هي قرية فلسطينية مُهَجَّرَة، جنوب مدينة حيفا وعلى بعد 35 كم عنها، كان ارتفاعها لايزيد عن 105 م عن مستوى سطح البحر، لاتوجد إحصائيات دقيقة معتمدة حول مساحة هذه القرية أو حتى ما يدل على مساحة أراضيها بشكل تقريبي. تقع القرية بالقرب من قرية الفريديس، قرية أم جمال، قرية صبارين، أراضي قرية زمارين.

## احتلالها
احتلت القرية مع مطلع القرن العشرين، حيث أقام بها الصهاينة وبدأ سكانها العرب  يرحلون عنها، وتقلص عددهم بشكل تدريجي في السنوات اللاحقة، وفي عهد الانتداب البريطاني خلت القرية من أي وجود عربي، وعلى الأرجح أنها خلت من العرب في ثلاثينيات القرن العشرين.
كانت شفية قرية عربية يعيش فيها عام 1922، 81 عربياً يعملون في الزراعة وتربية المواشي في القسم الغربي من جبل الكرمل. باع سماسرة عرب أراضيها لليهود الذين أسسوا على أراضيها مستوطنة زراعية هي "مئير شفيا"، بين عامي 1890 و 1892. في عام 1923 أقام الصهاينة فوق أراضيها معهد علمي أخذ يتقدم شيئاً فشيئاً إلى أن أصبحت المستعمرة خاصة بالطلاب.